# The Yellow Book
The Yellow Book est une revue artistique et littéraire britannique, publiée à Londres par Charles Elkin Mathews et John Lane, puis par John Lane seul, entre 1894 et 1897. Le Yellow Book était publié par la maison d'édition fondée par Mathews et Lane, la Bodley Head.

## Description
Cette revue trimestrielle, vendue au prix de 5 shillings, est représentative des courants esthétisants de la fin de l'époque victorienne. The Yellow Book est cité par Oscar Wilde dans Un mari idéal.
Cette publication est née d'une idée d'Henry Harland et Aubrey Beardsley, qui la soumettent à Lane début 1894. L'éditeur décide alors de créer une revue publiée à la fois à Londres et à Boston, en lien avec le photographe Fred Holland Day, qui possède une maison d'édition, Copeland and Day, laquelle édite et distribue l'édition américaine.
The Yellow Book accueille plusieurs genres littéraires et artistiques : poèmes, nouvelles, essais, illustrations originales, portraits, reproductions de tableaux. Son premier directeur artistique est Aubrey Beardsley. D'autres artistes contribuent, tels Charles Conder, William Brown Macdougall, Ethel Reed (1897), William Rothenstein, John Singer Sargent, Walter Sickert, ou Philip Wilson Steer.
En avril 1895, à la suite du procès d'Oscar Wilde, Lane se sépare de Beardsley.
Parmi les écrivains dont les textes parurent dans le Yellow Book, on trouve notamment :
- Maurice Baring
- Max Beerbohm
- Arnold Bennett
- Nora Chesson
- Frederick Rolfe, dit Baron Corvo
- Ernest Dowson
- George Gissing
- Henry James
- Edmund Gosse
- Ethel Colburn Mayne
- Richard Le Gallienne
- Charlotte Mew
- Evelyn Sharp
- Arthur Symons
- H. G. Wells
- William Butler Yeats

## Héritage
Véritable pari éditorial, le format de cette revue est très original, puisqu'il combine le format livre relié et la périodicité, le contenu propre à un magazine. Comme le souligne Beardsley dans le prospectus :

« It will be a book — a book to be read, and placed upon one's shelves, and read again; a book in form, a book in substance; a book beautiful to see and convenient to handle; a book with style, a book with finish; a book that every book — lover will love at first sight; a book that will make book — lovers of many who are now indifferent to books. »

Le prix était de 5 shillings (soit 6,25 francs français de l'époque), ce qui est relativement élevé : la cible était la bourgeoise cultivée, ouverte aux avant-gardes.
Cette revue eut une influence graphique sur l'hebdomadaire catalan Joventut (1900-1906).